# Aliona Kaufman
Aliona Vladímirovna Kaufman (en ruso Алёна Владимировна Кауфман) es una esquiadora y biatleta paralímpica rusa.

## Carrera
Kaufman ganó dos medallas de oro en los Juegos Paralímpicos de 2014 en Sochi por las carreras de 6 y 10   km respectivamente. El 12 de marzo de 2014 fue felicitada por el presidente ruso Vladímir Putin por alcanzar la medalla de bronce en la competición de 1   km de esquí de fondo.
Anteriormente, también fue medallista de oro en los Juegos de 2006 y de bronce en los Juegos de invierno de 2010.